# Arrêté préfectoral de protection de géotope
Un arrêté préfectoral de protection de géotope ou APPG est en France un outil réglementaire de protection de la nature créé en 2015. Il s'agit d'un arrêté pris par un préfet pour protéger un géotope, c'est-à-dire une forme de relief ayant une valeur scientifique, esthétique ou culturelle particulière. La mise en place de ces arrêtés s'appuie sur un Inventaire national du patrimoine géologique (INPG) qui se décline dans chaque région. Les sites protégés font l’objet d’une interdiction de destruction, d’altération ou de dégradation du site, ainsi que de prélèvement, de destruction ou de dégradation de fossiles, minéraux et concrétions présents sur ces sites.

## Histoire
L'APPG est permis par les articles L. 411-1, L. 411-2, R. 411-15, R.411-16 et R.411-17 du Code français de l'environnement. Il a été institué en 2015 par décret,.
Les deux premiers APPG ont été pris en 2018 dans les Yvelines, concernant deux gisements de fossiles exceptionnels à Beynes et à Grignon.

## Cadre règlementaire
- Code de l'environnement : articles L. 411-1 à L. 411-3[4], L. 415-1 à L. 415-5 ainsi que les articles R. 411-1, R. 411-15 à R. 411-17 et R. 415-1.